# يوهان ماس
يوهان ماس (بالألمانية: Johann Gebhard Maaß)‏ (و. 1766 – 1823 م) هو عالم نفس، ومؤلف، وكاتب ألماني، توفي في هاله، عن عمر يناهز 57 عاماً.